# 高ウエレ州
高ウエレ州 (こうウエレしゅう、フランス語：Province du Haut-Uele)は、コンゴ民主共和国北東部の州。
2005年の人口は192万867人。
州都はイシロ。
ウエレ川の上流に位置する事からこの名前が付いた。

## 隣接州
- 北：グブドゥウェ州、マリディ州、イェイ川州
- 東～南：イトゥリ州
- 南西：ツォポ州
- 西：低ウエレ州
- 北西：高ムボム州

## 主要都市
- イシロ：18万2900人
- ドゥング（英語版）：5万2000人
- ワトゥサ（英語版）：2万7308人
- ファラジェ（英語版）：2万5000人[2][3]